# Sébastien Tron
Pour les articles homonymes, voir Tron (homonymie).
Sébastien Tron est un artiste français né le 15 octobre 1979 à Pertuis, Vaucluse. Musicien multi-instrumentiste, compositeur, interprète, arrangeur, réalisateur sonore, directeur artistique et médiateur culturel, il est particulièrement connu pour son travail de recherche sonore et d’avant-garde sur la vielle à roue,, et ses créations avec Antiquarks, Pura Fé, Souleymane Faye, Djal et Stéphane Milleret.

## Biographie
Fils du musicien Pierre Tron et de la chorégraphe Marie-Suzanne Tron tous deux danseurs formés à Paris auprès de Jacques Douai et Thérèse Palau à Chants et Danses de France et le Ballet national populaire de danses françaises.
Dès son plus jeune âge, il danse en famille pour des festivals et des fêtes de village. Ses parents utilisent les matériaux des danses et musiques traditionnelles françaises comme support à l’éducation populaire en milieu rural. Sébastien débute la musique par le piano classique avec Anne-Françoise Ducrot qui lui ouvre aussi les portes du jazz. À 11 ans, c’est Jean-Luc Gaffric, un ami de son père, qui l’initie à la vielle à roue, qu’il enseigne à son tour trois ans plus tard. Il découvre en même temps l’improvisation jazz avec le saxophoniste malgache Roland Rakotondrainibe et l’improvisation libre avec le collectif Mustradem.
À cette époque, son père organise les Rencontres Internationales d’accordéon diatonique où il peut entendre jouer de nombreux artistes internationaux. Il est fasciné par cette première rencontre avec les musiques du monde et la richesse des répertoires et des modes de jeu liés à un même instrument.
Il est lycéen en sciences lorsqu’il fait la connaissance de l’artiste sociologue Richard Monségu avec qui il découvre les polyrythmies traditionnelles d’Afrique de l’ouest et joue les tambours basses (dum dum). Cette pratique rythmique nourrit sa vision de l’espace et du débit musical, son rapport à la musique pour la danse, son attrait pour la musique répétitive.

## Prix et distinctions
- 2002 : Lauréat Allum'Jazz avec le trio Marge de Manœuvre
- 2002 : *** dans Jazzman (magazine) pour l’album Contribution avec le trio Marge de Manœuvre
- 2006 : Lauréat Tremplin Musiques du Monde de l’Auditorium de Lyon avec Antiquarks
- 2006 : sélection Région(s) en scène(s) Rhône-Alpes – Le Maillon avec Antiquarks
- 2007 : Découverte du Printemps de Bourges et de la Fnac avec Antiquarks[6]
- 2008 : sélection Planète Musique (FAMDT) avec Antiquarks

Sélection réseau Chaînon FNTAV
- 2010 : sélection Région(s) en scène(s) Rhône-Alpes – Le Maillon avec Antiquarks
- 2014 : nomination dans le cadre du Prix de l’Audace artistique et culturelle et Prix de l'initiative en économie sociale, décerné par les ministères de la Culture et de l’Éducation nationale, remis par le Président de la République François Hollande et le président du jury Jamel Debbouze – pour la comédie musicale et sportive Urban Globe Trotters  (Compagnie Antiquarks, l’Opéra Urbain)[7]
- 2018 : sélection Région(s) en scène(s) Rhône-Alpes – Le Maillon pour le BD-Concert Groenland Manhattan

## Discographie
Avec Antiquarks
- 2006 : Le Moulassa[8] (LP – Label du Coin, InOuïe Distribution)
- 2011 : Cosmographes (LP – Label du Coin, L’Autre Distribution)
- 2013 : Fraternity (EP – Label du Coin, InOuïe Distribution)
- 2013 : Bal Interterrestre (EP – Label du Coin, InOuïe Distribution)
- 2015 : Kô {feat. Pura Fé} (Livre album – Label du Coin, Mustradem, InOuïe Distribution), préfacé par le sociologue Philippe Corcuff
- 2018 : Pacha Mama'' (single – Label du Coin, InOuïe Distribution)
- 2018 : Lune Bleue (LP – Label du Coin, InOuïe Distribution)
- 2021 : Créole Attitude (EP – Label du Coin, InOuïe Distribution)
- 2022 : Adduna {feat. Souleymane Faye} (EP – Label du Coin, InOuïe Distribution)

Avec DJAL
- 2006 : Répliques (LP – Mustradem, L’Autre Distribution)
- 2012 : Ex nihilo (Nihil fit) (LP – Mustradem, L’Autre Distribution)
- 2018 : Quarterlife (live) (LP – Mustradem, L’Autre Distribution)

Avec Gérard Pierron, DJAL et Kordevan
- 2006 : Plein chant (double album – Mustradem, Harmonnia Mundi, Le chant du monde), illustré par Ernest Pignon-Ernest

Autre
- 2000 : Marge de Manœuvre, Contribution (LP – autoproduction)
- 2003 : Vach’inton(.g), La mélodie de la vache folk (LP – E.S.B., Nord>Sud, Codaex)
- 2011 : Jahkasa, Sababu (single, Das Productions, Nomade Studio)
- 2013: Polyglop, Brousse syndicat (EP – Label du Coin, InOuïe Distribution)

Participation
- 2004 : Bistanclaques, Longtemps nous nous sommes couchés tard… (LP – La Voisine)
- 2008 : Appoloss Diaby, Histoire géo (LP)
- 2006 : Abnoba, Vai Facile (LP – Felmay, Dunya Records)
- 2011 : Les Doigts de Carmen, En compagnie (LP)
- 2021 : Aymerick Tron, Paseo (LP)

## Filmographie

### Musique de films documentaires
- 2008 : Au tribunal de l'enfance (doc 54′ / diff. France 2 infrarouge – Planète justice – Public Sénat – TV5Monde / réalisé par Adrien Rivollier)[9]

### Courts métrages
- 2021 : La Testathésis (Antiquarks) : direction artistique et musique originale

### Clips
- 2015 : Pigs Bridge (Antiquarks)
- 2018 : Pourquoi t’as fait ça ?  (Antiquarks)
- 2018 : Bob Marley est mort (Antiquarks)

### DVD
- 2006 : Antiquarks, Interterrestrial French Music (DVD live – Auditorium de Lyon, Label du Coin, InOuïe Distribution)
- 2012 : Antiquarks, Live à la Reine Blanche (DVD live – Label du Coin)
- 2012 : Antiquarks, À la recherche d'une Pop interterrestre (Double DVD live & documentaire – Acte Public / InOuïe Distribution)[10]
- 2012 : TRAD, Musique en mouvement (DVD documentaire – Ouvrez l’œil, BipTV)[11]